# Hammerschmied (Aue)

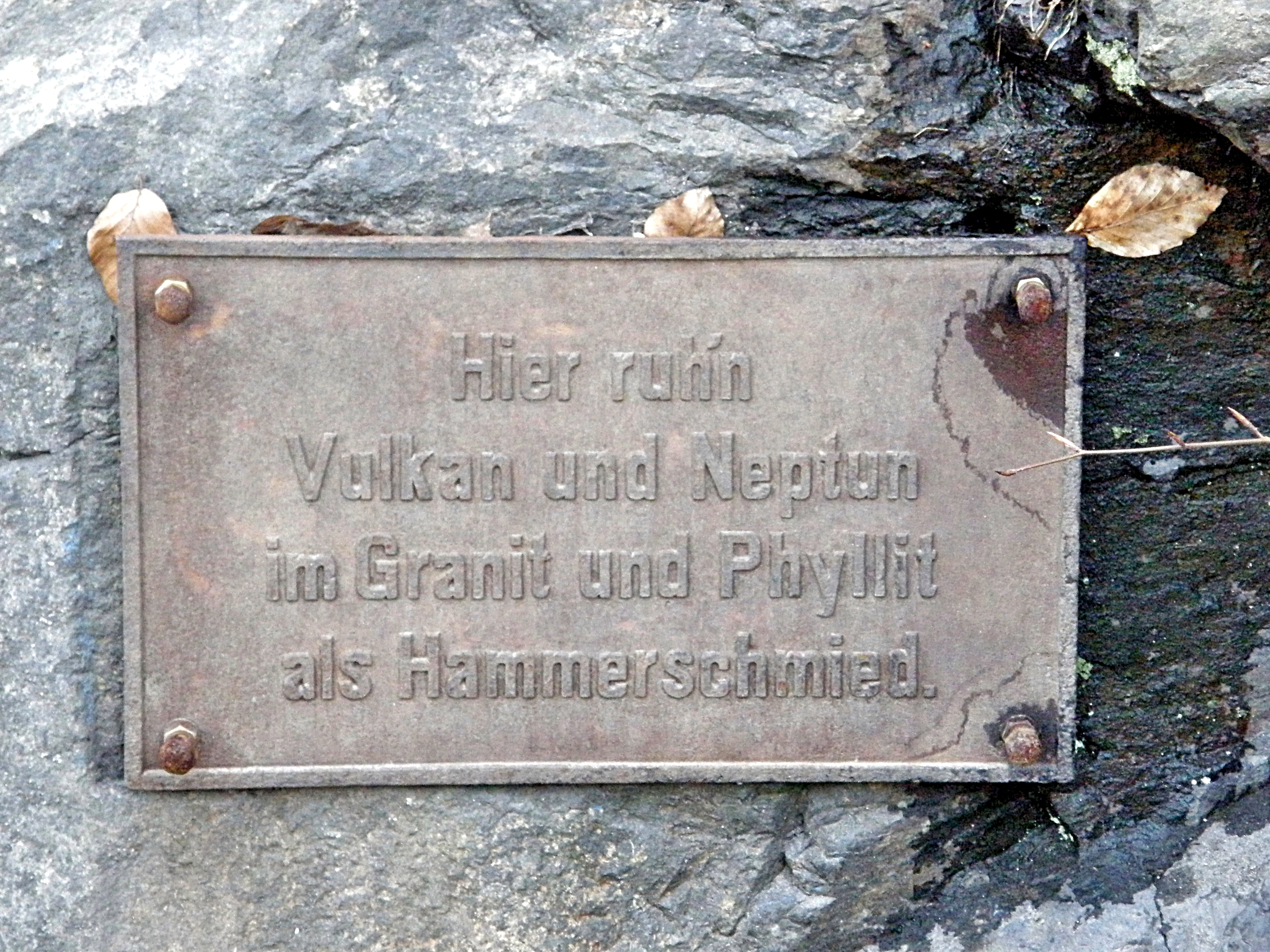
Hinweistafel am Fuße des Berghangs der Bockauer Talstraße, Frühjahr 2011

Der Hammerschmied ist die volkstümliche Bezeichnung eines geologischen Aufschlusses oberhalb der Bockauer Talstraße im Ortsgebiet von Aue. Der Aufschluss ist deshalb so bedeutsam, weil er eine Kontaktgrenze zwischen dem im Meer entstandenen Schiefer (Phyllit) mit dem vulkanischen Granit zeigt. Die Kurzform Der Hammerschmied leitet sich ab von den Reimzeilen
„Hier ruh’n Vulkan und Neptun im Granit und Phyllit als Hammerschmied“,
die seit Beginn des 20. Jahrhunderts mittels einer Metalltafel auf dieses Naturdenkmal hinweisen.

## Geschichte
Der Leipziger Geologe Hermann Credner hatte die Gesteine im Westerzgebirge genauer untersucht und dieses besondere Naturphänomen entdeckt. Er ließ an einer von der Straße aus gut sichtbaren Stelle im Jahr 1910 die genannte Tafel anbringen. Dort informierte sie einige Jahrzehnte Vorüberkommende, bis in den späten 1990er Jahren Vandalen die Tafel entfernt hatten. Als in diesem Bereich Dreharbeiten des KabelJournals durchgeführt wurden, fand Kameramann Friedhold Hamann die Tafel am Hang im Gebüsch. Sie wurde geborgen und in Zusammenarbeit mit der Stadtverwaltung, dem Ortschronisten Lothar Walter und dem Geologen Ralf Ebert rekonstruiert. Sie wurde danach wieder an der ursprünglichen Stelle angebracht.

## Bedeutung

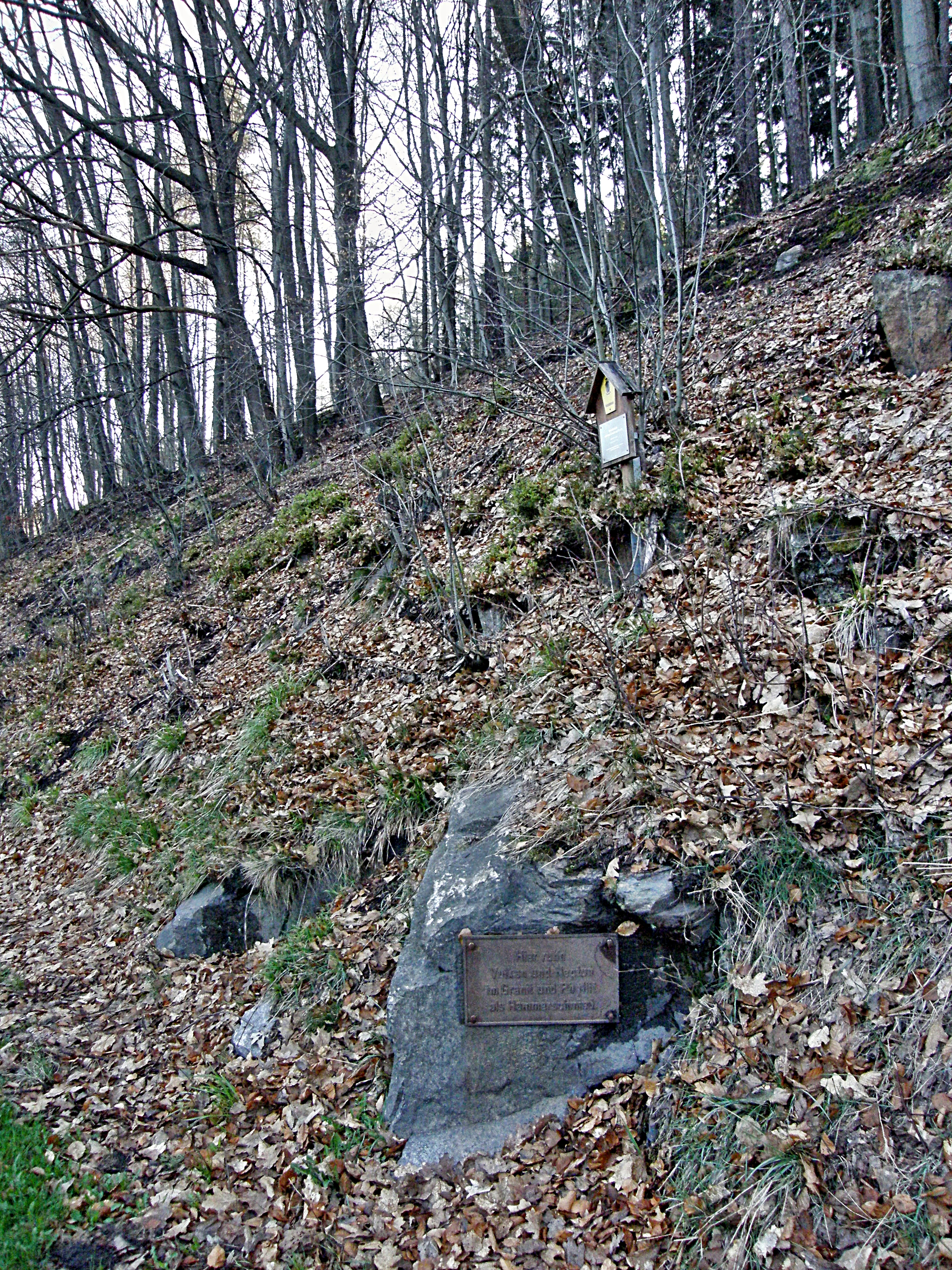
Tafel und Felshang

Die Verse verweisen auf die mythologische Bedeutung von Neptun, dem römischen Gott des fließenden Wassers und des Meeres, sowie auf den Einfluss des Feuers und Vulkanismus bei der irdischen Gesteinsbildung.
Lange Jahrhunderte stritten die Wissenschaftler über die Entstehungsgeschichte der Gesteine. Die „Neptunisten“ behaupteten, alle Gesteine seien durch Wasser entstanden. Ihre Gegner, die „Vulkanisten“, vertraten die Meinung, alle Gesteine seien feuerflüssigen Ursprungs. Durch detailliertere Forschung reifte die Erkenntnis, dass Gesteine sowohl durch das Wasser, als auch aus glutflüssigem Magma entstehen können. Inzwischen ist es unbestritten, dass der Granit, wie er im Erzgebirge häufig zu finden ist, erstarrtes Magma ist und dass die Ausgangsgesteine der Phyllite Ablagerungen eines Meeres sind (Sedimente), die später metamorph überprägt wurden.
Der Auer Granit ist an den Hängen der Bockauer Talstraße in Steinbrüchen aufgeschlossen. Der Phyllit umgibt das Granitmassiv als Kontakthof.
Der Begriff Hammerschmied, der in vergangenen Jahrhunderten einen im Erzgebirge weit verbreiteten Beruf (Schmied in einer Hammerschmiede) bezeichnete, macht deutlich, dass die Kontaktstellen unter gewaltigen Naturkräften und Wärmeentwicklung vereinigt worden sind.